# Stockholm Open 2004
Lo Stockholm Open 2004 è stato un torneo di tennis giocato sul cemento indoor. 
È stata la 36ª edizione dello Stockholm Open, che fa parte della categoria International Series nell'ambito dell'ATP Tour 2004.
Il torneo si è giocato al Kungliga tennishallen di Stoccolma in Svezia, dal 25 al 31 ottobre 2004.

## Campioni

### Singolare
Thomas Johansson ha battuto in finale   Andre Agassi con il punteggio di 3–6, 6–3, 7–6(4)

### Doppio
Fernando Verdasco /  Feliciano López hanno battuto in finale  Wayne Arthurs /  Paul Hanley,  6–4, 6–4